# Wargame Construction Set
Wargame Construction Set is een videospel uit 1986, waarin de speler de mogelijkheid krijgt om een aantal mogelijke oorlogsscenario's uit te tekenen. Het spel werd uitgebracht door Strategic Simulations voor de Amiga, Atari 8-bit, Atari ST, Commodore 64 en DOS.
Gebruikers beginnen met het tekenen kaarten en het plaatsen van geografische kenmerken. Er zijn verschillende gevechtsopties: van man-tegen-mangevechten tot strategisch aanvallen op grote schaal. Gebruikers hebben de mogelijkheid om scenario's na te spelen uit historische periodes uit de militaire geschiedenis.
Het spel wordt geleverd met acht vooraf gemaakte kant-en-klare scenario's, die naar wens kunnen worden gewijzigd. Het spel kan met een of twee spelers gespeeld worden.

## Platforms
| Jaar | Platform                  |
| ---- | ------------------------- |
| 1986 | Atari 8-bit, Commodore 64 |
| 1988 | Atari ST, DOS             |
| 1990 | Amiga                     |

## Ontvangst
| Beoordeeld door                      | Platform     | Datum         | Score |
| ------------------------------------ | ------------ | ------------- | ----- |
| Atari ST User                        | Atari ST     | mei 1988      | 90%   |
| Amiga Joker                          | Amiga        | februari 1991 | 54%   |
| Computer Gaming World (CGW)          | Amiga        | december 1991 | 40%   |
| Joker Verlag präsentiert: Sonderheft | Amiga        | 1993          | 37%   |
| Computer Gaming World (CGW)          | Atari ST     | december 1991 | 20%   |
| Computer Gaming World (CGW)          | DOS          | december 1991 | 20%   |
| Computer Gaming World (CGW)          | Commodore 64 | december 1991 | 20%   |
| Computer Gaming World (CGW)          | Atari 8-bit  | december 1991 | 20%   |

## Vervolgen
- Wargame Construction Set II: Tanks werd uitgebracht in 1994. Dit deel van de serie richt zich op gepantserde strijdmogelijkheden.
- Wargame Construction Set III: Age of Rifles 1846-1905 werd uitgebracht in 1996.